# محمد حمود (بازیکن فوتبال، زاده ۱۹۸۴)
محمد حمود (انگلیسی: Mohamad Hammoud؛ زادهٔ ۱ مهٔ ۱۹۸۴) بازیکن فوتبال اهل لبنان است.
وی همچنین در تیم ملی فوتبال لبنان بازی کرده‌است.